# Neal Adams
Neal Adams (Governors Island, Nova Iorque, 15 de junho de 1941 – Nova Iorque, 28 de abril de 2022) foi um quadrinista conhecido pelo seu estilo de ilustração altamente naturalista. Ele ajudou a remodelar alguns personagens da DC Comics, como Batman e Lanterna Verde, dando-lhes características mais realistas. Como suas influências, ele cita Joe Kubert, Russ Heath e Mort Drucker, apesar de traços do estilo de Frank Frazetta poderem ser vistos.

## Vida e carreira
Adams iniciou sua carreira nos quadrinhos em 1959, quando enviou uma amostra de seu trabalho para a DC Comics, que foi rejeitada. Ele então conseguiu um trabalho na Dell Comics, desenhando Bat Masterson. De 1962 até 1966, ele ilustrou uma tira de jornal baseada na série televisiva Ben Casey. Depois que Archie Goodwin, editor das revistas de horror da Warren Publishing, começou a cuidar de seus trabalhos, Adams tentou mais uma vez se aproximar da DC. Em 1968, ele fez uma história do Desafiador na Strange Adventures, e logo se tornou o principal capista da editora. Isso causou um certo rebuliço na Marvel Comics, com o editor Stan Lee oferecendo diversos títulos. Adams acabaria se unindo ao escritor Roy Thomas na equipe criativa de X-Men, então prestes a ser cancelada. Apesar da dupla não ter sido capaz de salvar o título (que viria a ter essa sua primeira série cancelada no número 67), o que os dois fizeram nas edições do Nº 56 até 63 (de Maio até Dezembro de 1969) é considerado como um dos trabalhos mais criativos da Marvel na época.
No início da década de 1970, Adams e seu colaborador Dennis O'Neil fez uma revolução um tanto controversa na época dos personagens da DC Lanterna Verde e Arqueiro Verde, colocando-os lado a lado em um longo arco de histórias aonde os dois são levados para uma jornada cheia de comentários sociais pela América.
Batman, ainda estigmatizado pela sua versão alegre e colorida exibida na série da década de 1960, teve sua revitalização pelas mãos de Adams e O'Neil, que tornaram suas histórias mais sombrias e violentas. Outro colaborador constante que o ajudou nessa empreitada foi o arte-finalista Dick Giordano, com o qual viria a formar a Continuity Associates, uma companhia que inicialmente fez storyboards para cinema.
Durante a década de 1970, Adams era politicamente ativo na indústria, e procurava unificar a comunidade criativa. Seus esforços, juntos com os precedentes impostos pelas políticas favoráveis ao criador da Atlas/Seaboard Comics, ajudaram a instalar na indústria contemporânea a prática padrão de retornar a arte original para o artista, que pode aumentar seus ganhos ao vender seus originais para colecionadores. Adams também ajudou os esforços dos criadores do Superman, Jerry Siegel e Joe Shuster, em ganharem décadas de créditos acumulados e alguma remuneração financeira da DC.
Na mesma década, Adams ilustrou livros da série Tarzan e também fez alguns trabalhos relacionados à cinema. Com a onda dos quadrinhos independentes do início da década de 1980, ele começou a trabalhar com a Pacific Comics, entre outras editoras, e fundou a sua própria, a Continuity Comics, um tipo de subsidiária da Continuity Associates. Entre os personagens lançados pela sua editora, estão Bucky O'Hare, Guerreiros Esqueleto, CyberRad e Ms. Mystic. Houve conversas entre Adams e Gene Simmons sobre a produção de uma série de quadrinhos da banda Kiss, mas nada foi concretizado.

### Morte
Adams morreu em 2022, aos oitenta anos, em Nova Iorque, devido complicações causadas por Sepse. Sua morte foi confirmada por sua esposa ao The Hollywood Reporter.

## Advogando a Teoria da Expansão da Terra
Neal Adams é adepto e divulgador de ideias sobre novo modelo de universo e Teoria da Expansão da Terra, elaborada pelo eminente geólogo australiano Samuel Warren Carey. De acordo com essa teoria, tanto a terra como outros corpos celestiais se expandem. Não existiria o supercontinente Pangeia e nem as chamadas zonas de subducção, apregoadas pela teoria da Tectônica de Placas.
Adams estabeleceu um canal no YouTube com vídeos produzidos por ele mesmo, propondo sua visão sobre os modelos de expansão do planeta terra.

## Prêmios
Adams ganhou o Alley Awards em 1967 por Melhor Capa (Strange Adventures Nº207); em 1968 por Melhor História ("Track of the Hook" em "The Brave and the Bold" Nº79, com o escritor Bob Haney); e em 1969 por Melhor Desenhista. Ele foi colocado no Hall da Fama do Alley Award em 1969.
Ele também ganhou o Shazam Awards em 1970 por Melhor História Individual ("No Evil Shall Escape My Sight" em "Green Lantern" Nº76, com Dennis O'Neill), e Melhor Desenhista (Dramatic Division); e em 1971 por Melhor História Individual ("Snowbirds Don't Fly" em Green Lantern Nº85, novamente com O'Neil).
Adams foi finalista na votação para entrar no Hall da Fama de Jack Kirby em 1990 e 1991. Conseguiu em 1999.